# Historie fotbalu v Anglii
Fotbal se v Anglii hraje od 14. století. Anglie je považována za zemi, ve které fotbal vznikl.

## Historie

### Raná historie
Fotbal vznikl ve středověké Anglii.
Jedna z prvních zmínek o  středověkém fotbalu pochází z roku 1303, kdy zemřel při hraní fotbalu oxfordský student.
V roce 1314 primátor Londýna vydal vyhlášku, která zakazovala hrát fotbal jakožto nebezpečnou hru.
V roce 1710 napsal profesor univerzity Cambridge Bentley dopis Johnovi Mooreovi, biskupovi z Ely, ve kterém si stěžuje na studenty, kteří hráli fotbal a kriket, a nebyli za to potrestáni.

#### 19. století
Fotbal často hrály masy lidí na branky, které od sebe byly vzdáleny i na vzdálenost tří mil, např. ve vesnici Ashbourne v Derbyshire. 
Hra byla často divoká a násilná a nebyla určena téměř žádná pravidla. Mezi časté metody patřil „shinning“, libovolné kopání protihráče.

### Fotbal na školách

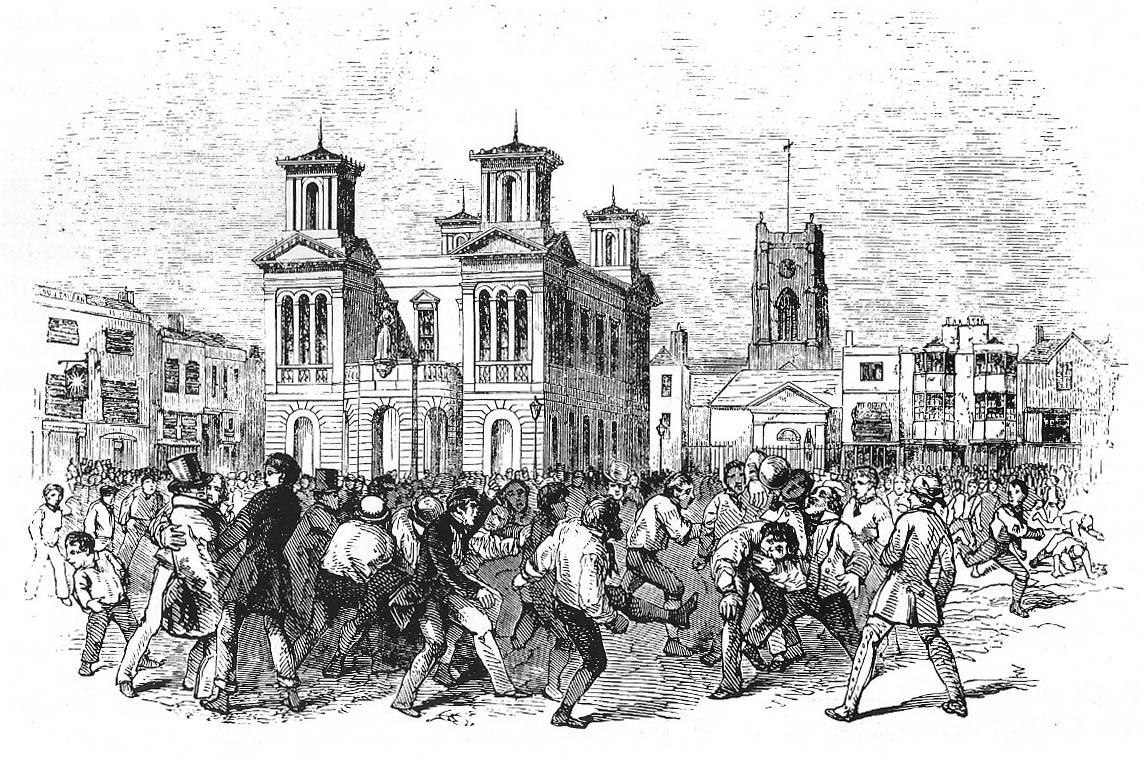
Školní fotbalový zápas v roce 1846

Fotbal se stal populární na školách.
V 16. století soukromé střední školy (public schools) začaly žáky nutit ke sportu. Každá ze škol používala vlastní pravidla, odrážející místní podmínky (velikost hřiště apod.), pravidla se navíc postupně měnila. Postupně vykrystalizovaly dvě hlavní formy fotbalu: v jedné verzi pravidel (používané např. v Rugby, Marlborough či Cheltenhamu) hráči míč po hřišti přenášeli rukama, v druhé verzi (např. na Etonu, Harrow, Westminsteru či Charterhouse) se upřednostňovalo kopání do míče.
Ve 40. letech 19. století Anglii zasáhl boom železniční dopravy. Tento technologický rozvoj umožnil pořádání soutěžních zápasů mezi jednotlivými školami. Avšak zatímco rozdíly v místních pravidlech atletiky byly nevýznamné, meziškolní zápasy ve fotbale byly kvůli zásadním rozdílům v pojetí hry prakticky nemožné. Proto se v roce 1848 sešlo 14 zástupců škol na jednání, jehož výsledkem byla první ucelená sada pravidel, tzv. Cambridgeská pravidla. Tato pravidla upřednostňovala kopání, bylo však dovoleno také čisté zachycení míče rukama.
Sjednocující tendence vyústily v založení The Football Association, prvního oficiálního fotbalového sdružení na světě, které vzniklo 26. října 1863. Po několika setkáních vytvořila asociace sadu pravidel, z nichž nakonec vypustila pravidla dovolující běh s míčem v ruce a držení a podrážení protivníka s míčem. Kvůli tomu zástupce Blackheathu asociaci opustil a spolu s několika dalšími kluby v roce 1871 založil Rugby Football Union, čímž vzniklo ragby jako sport odlišný od fotbalu. I v pravidlech FA však byla některá ustanovení, která dnes zůstávají jen ve sportech, jako je ragby či americký fotbal. První pravidla také například ani nestanovovala počet hráčů či tvar míče; na tom se měli soupeři sami dohodnout před každým zápasem.

### První fotbalové soutěže
24. října 1857 založili hráči Sheffieldského kriketového klubu první fotbalový klub, Sheffield FC. Členové klubu, William Prest a Nathaniel Creswick sepsali první psaná pravidla fotbalu.
26. prosince 1860 se odehrál první klubový zápas, Sheffield porazil Hallam FC.
Nejstarší fotbalová soutěž na světě je FA Cup, anglický pohár.
První fotbalová liga na světě, The Football League, byla vytvořena v roce 1888 ředitelem klubu Aston Villa FC, Williamem McGregorem. V lize dominovaly hlavně profesionální kluby.
Zakládající kluby byly: Accrington FC, Blackburn Rovers FC, Burnley FC, Bolton Wanderers FC, Everton FC, Preston North End FC, Aston Villa FC, Derby County FC, Notts County FC, Stoke City FC (tehdy Stoke), West Bromwich Albion FC a Wolverhampton Wanderers FC.
Liga byla do roku 1992 jako Football League First Division nejvyšší ligou v Anglii, v současnosti (2024/2025) čítá tři divize na úrovních 2. až 4., EFL Championship, Division One a Division Two. First Division byla druhou ligou do roku 2004, kdy zanikla.
V roce 1895 se konalo „Mistrovství světa“ mezi vítězem FA Cupu a skotského poháru. Vítězem se stal Sunderland AFC, jehož tým byl v té době složen pouze ze skotských fotbalistů.

### Reprezentace
Anglická fotbalová reprezentace sehrála v roce 1872 první mezinárodní zápas se Skotskem. Ve skotském Patricku reprezentace remizovaly 0:0.

Znak reprezentace

V roce 1900 vyhrál anglický Upton Park FC neoficiální olympijské hry. V letech 1908 a 1912 olympijské hry vyhrál tým Velké Británie.
Anglie se v roce 1950 poprvé zúčastnila Mistrovství světa ve fotbale. V roce 1968 také debutovala na Mistrovství Evropy ve fotbale. Největší úspěch reprezentace je vítězství na Mistrovství světa ve fotbale 1966, které se konalo na domácí půdě. V letech 2020  a 2024 reprezentace prohrála ve finále Mistrovství Evropy.

### Premier League
V 90. letech 20. století se snažily kluby z První divize o změnu v systému, která by jim umožnila volné ruce ve vyjednávání. 17. července 1991 podepsaly kluby zakládající listinu a v roce 1992 se odklonily od stávající první ligy. Nová liga dostala název Premier League.
Od založení soutěže v ní působilo celkem 50 týmů, přičemž 7 z nich vyhrálo ligový titul (Manchester United - 13,  Manchester City - 8, Chelsea - 5, Arsenal - 3, Liverpool -1, Blackburn Rovers - 1, Leicester City - 1).

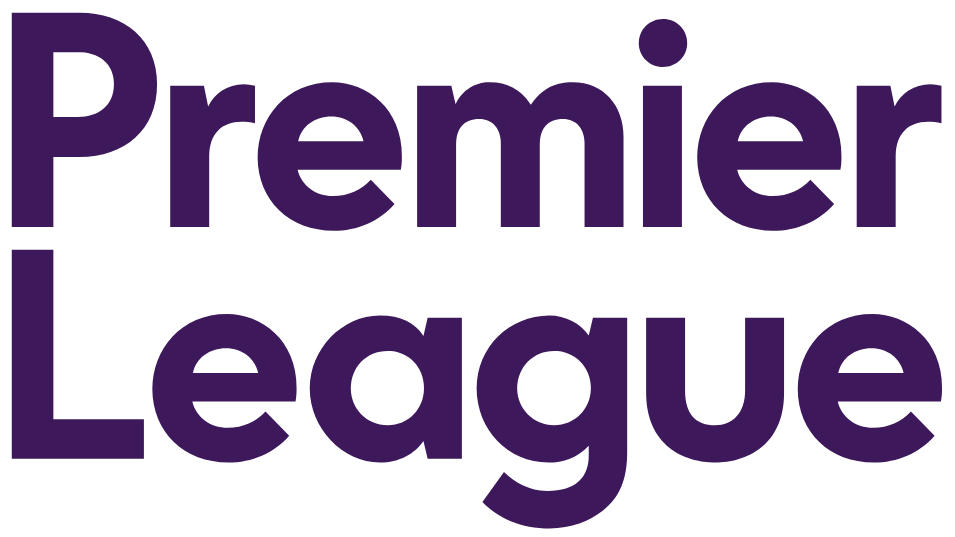
Logo

### Současnost
V současnosti (2024/2025) má anglický systém 20 úrovní. Úrovně mají své ligové poháry. Hrají se i 2 poháry s meziúrovňovou účastí, FA Cup a FA Vase. Vítězové Premier League a FA Cupu spolu hrají o Community Shield (v případě, že oboje vyhraje jeden klub, účastní se druhý tým z ligy).